# 八戸市立吹上小学校
八戸市立吹上小学校（はちのへしりつ ふきあげしょうがっこう）は、青森県八戸市にある公立小学校。同市内の小学校では、最も歴史のある小学校の一つである。「吹小」（ふきしょう）とも呼ばれる。

## 概要
- シンボルは児童玄関前にあるイチョウの木で、式典や行事などでは、校歌のほかに『いちょうの木』と題した歌が斉唱される。

### 学区と進学先中学校
出典

#### 学区
- 岩泉町・堤田町・新長横町・長横町・鷹匠小路・大工町・鍛冶町・月丘町・旭町・長者町・元町・幸町・春日町・館越・田向・松富町・仲町・栄町・積善町・高園町・寺横町・向田屋・類家南団地・南類家1丁目（2番～5番、8番～12番、17番～22番）・南類家2丁目・南類家3丁目・南類家4丁目・南類家5丁目

#### 進学先中学校
- 八戸市立第一中学校

### 沿革
- 1873年（明治6年）6月9日 - はじめて八戸町大字堀端町2番地に八戸小学校として開校する。
  - この間の沿革は、八戸市立八戸小学校#沿革を参照。
- 1910年（明治43年）4月1日 -  八戸尋常高等小学校の併置を解き各独立の小学校とする（八戸尋常小学校、八戸高等小学校）。校章を設定する。
- 1916年（大正5年）10月15日 - 校歌を制定。
- 1921年（大正10年）12月18日 - 大字類家字中居11番地（現在地）に移転増築中の校舎が完成。落成式挙行。
- 1930年（昭和5年）4月16日 - 尋常科を設置し、八戸尋常高等小学校と改称。御大典記念として同窓会が児童図書館一棟を建設し寄付する。
- 1936年（昭和11年）12月1日 - 柏崎小学校新設により本校通学区域を一部変更。
- 1941年（昭和16年）4月1日 - 国民学校令により、八戸市立吹上小学校国民学校と改称。
- 1947年（昭和22年）
  - 4月1日 - 新学制により、八戸市立吹上小学校と改称。同日、吹上中学校を併設し、高等科生を中学校に移籍[1]。
  - 5月27日 - 吹上小学校父母と教師の会（PTA）発足。
  - 12月 - 学校給食開始。
- 1952年（昭和27年）
  - 3月29日 - 学区変更となり、八戸小学校から約500名の児童編入。
  - 4月1日 - 吹上中学校（同日付で第一中学校と改称）校舎新築移転。
- 1953年（昭和28年）3月22日 - 北校舎より出火、校舎の一部焼失する（6教室全焼・4教室大破）。
- 1954年（昭和29年）
  - 4月15日 - 北校舎（10教室）落成。
  - 5月20日 - 創立80周年記念式典並びに北校舎落成式を挙行。
- 1958年（昭和33年）
  - 1月14日 - 北側増築校舎4教室落成。
  - 3月3日 - 南側増築校舎2教室落成。
- 1960年（昭和35年）
  - 2月6日 - 校歌改定。
  - 3月31日 - 南校舎（鉄筋3階建）改築落成。
- 1961年（昭和36年）3月31日 - 管理棟（鉄筋3階建）改築落成。
- 1962年（昭和37年）3月31日 - 体育館（ケビオン式建築アーチラーメン型）落成。
- 1963年（昭和38年）3月31日 - 給食室落成。
- 1964年（昭和39年）4月1日 - 校章改定。
- 1965年（昭和40年）
  - 3月31日 - 南校舎（鉄筋3階建）増築落成。
  - 4月29日 - 創立90周年記念式典並びに新校舎落成式を挙行する。
- 1973年（昭和48年）
  - 日付不明 - 吹上小学校同窓会を設立。
  - 10月6日 - 創立100周年記念式典挙行。
- 1974年（昭和49年）5月31日 - 鉄筋校舎特別教室2、普通教室2、水洗便所工事完了。
- 1975年（昭和50年）11月17日 - 岩石教材園、同記念碑完成。
- 1978年（昭和53年）
  - 1月30日 - 南校舎屋上屋根工事終了。
  - 6月9日 - 全教室にカラーテレビ設置される。
- 1979年（昭和54年）12月27日 - 体育館改修工事完了。
- 1982年（昭和57年）
  - 3月8日 - 新校舎特別教室4、普通教室12、工事完了。
  - 10月5日 - 南校舎（鉄筋4階建）改築落成。
- 1986年（昭和61年）7月26日 - 旧校舎15教室改修工事（廊下・建具・防犯扉9月30日まで）。
- 1987年（昭和62年）7月20日 - 校地北側にプールが完成し、プール開き挙行。
- 1988年（昭和63年）10月31日 - 教材園竣工。
- 1992年（平成4年）9月12日 - 学校週5日制の実施。月1回第2土曜日が休校日となる。
- 1993年（平成5年）
  - 1月20日 - 校庭散水設備工事始まる。
  - 4月28日 - 飼育小屋新築落成。
- 1994年（平成6年）
  - 7月21日 - 体育館照明設備工事開始（8月26日まで）。
  - 12月28日 - 21時19分頃、三陸はるか沖地震発生。
- 1995年（平成7年）
  - 2月7日 - 三陸はるか沖地震査定。
  - 4月12日 - 体育館、校庭の水飲み場工事開始。
- 1997年（平成9年）
  - 5月20日 - 青少年赤十字に加盟し、登録式を行う。
  - 8月24日 - 旧校舎トイレ工事完了。
- 1998年（平成10年）
  - 4月1日 - 市民病院移転により、病弱学級が本校所属となる。
  - 6月25日 -  病弱（さくら）学級が、開校となる。
  - 7月21日 - 第1学期の終業式を長者山で行い、「森のおとぎ会」の方々のお話を聞く。
  - 8月4日 - この日から10月17日まで、 旧校舎壁面と第一音楽室天井等塗装工事を行う。
- 2000年（平成12年）7月19日 - 給食単独調理校の廃止により、給食室が閉鎖となる。
- 2001年（平成13年）
  - 11月5日 - 校舎外壁塗装工事を実施。
  - 12月24日 - 旧校舎3階の救助袋2基を直下型にする。
- 2002年（平成14年）5月14日 - 体育館解体工事開始。
- 2003年（平成15年）
  - 2月27日 - 体育館が完成し、引き渡しが行われる。
  - 3月18日 - 物置小屋が完成する。
  - 10月17日 - 創立130周年記念式典及び体育館落成記念式典挙行し、祝賀会開催。
- 2005年（平成17年）
  - 7月30日 - プール下足置き場工事完了。
  - 9月15日 - 新規格の児童用椅子、机の総入れ替えが行われる。
  - 10月27日 - 大型ジェットヒーター納入。
  - 12月7日 - 校地内樹木剪定並びに移植。
- 2006年（平成18年） 8月9日 - 職員室改修工事完了。
- 2007年（平成19年）
  - 6月13日 - プール塗装完了。
  - 6月23日 - 校内放送電子チャイムに変更（平成19年度卒業記念品）。
- 2008年（平成20年）
  - 5月16日 - 校舎増改築耐震補強工事開始。
  - 7月19日 - スクールソーシャルワーカーが配置される。
  - 7月26日 - 0時26分頃に発生した岩手県沿岸北部地震により、体育館の天井吸音板が落下する被害が発生し、体育館が使用禁止になる。
  - 9月16日 - 体育館復旧工事開始。
  - 10月22日 - 体育館の復旧工事完了（天井板の撤去・塗装工事・照明器具交換）。
  - 12月8日 - 校舎の耐震調査開始（12月12日まで）。
- 2011年（平成23年）
  - 3月11日 - 14時46分頃、東日本大震災（東北地方太平洋沖地震）発生。児童・職員は全員無事だったが、停電のため、3月15日まで臨時休業の措置を採った。
  - 3月30日 - 増築耐震補強工事竣工検査実施（地震の影響により外積工事は4月28日完了）。
  - 4月14日 - 玄関前舗装工事開始。
  - 4月28日 - 校舎耐震補強増改築工事完了。
  - 6月8日 - プール塗装修理完了。

## 著名な出身者
- 田名部匡省（参議院議員。民主党両院議員総会長、元アイスホッケー日本代表監督）
- 田名部匡代（国民民主党参議院議員）
- 木村庄之助 (33代)（大相撲の立行司、式守伊之助 (35代)、本名は野澤要一、2007年3月場所を最後に定年）

## 交通アクセス
- 八戸市営バス「C5」・「P50」・「P8」・「P51」の各系統で、「吹上」バス停下車後、徒歩約100m・約2分。
- JR八戸線本八戸駅から、約1.9km・車で約4分、徒歩で約30分。

## 周辺
- 青森県道251号妙売市線
- 青森県道・岩手県道11号八戸大野線
- 八戸パークホテル
- 八戸市立第一中学校 - 主な進学先中学校